# Piotr Urbańczyk

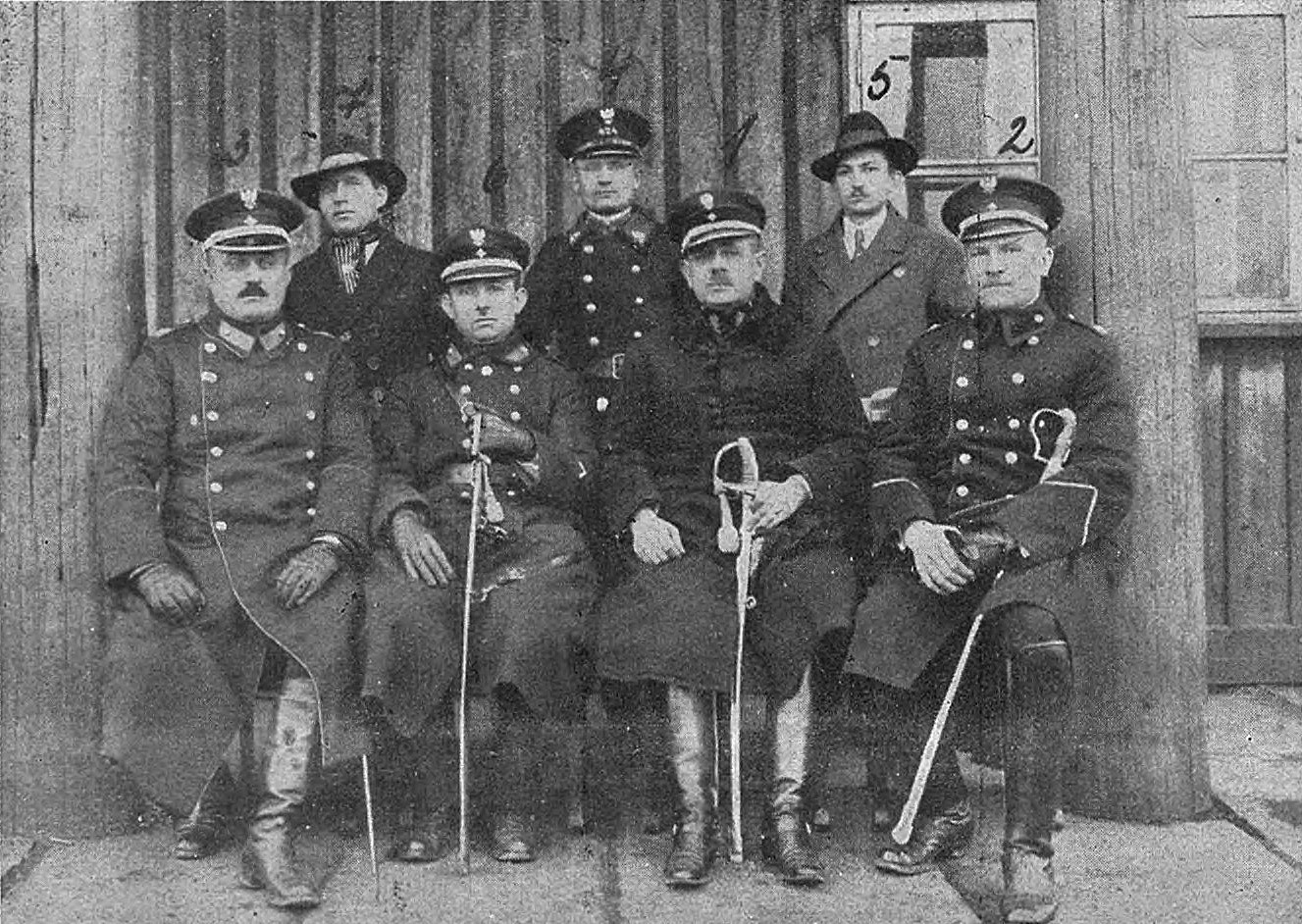
Zarząd Policyjnego Klubu Sportowego Katowice w 1925 roku; ówczesny podkom. Piotr Urbańczyk siedzi drugi od lewej strony

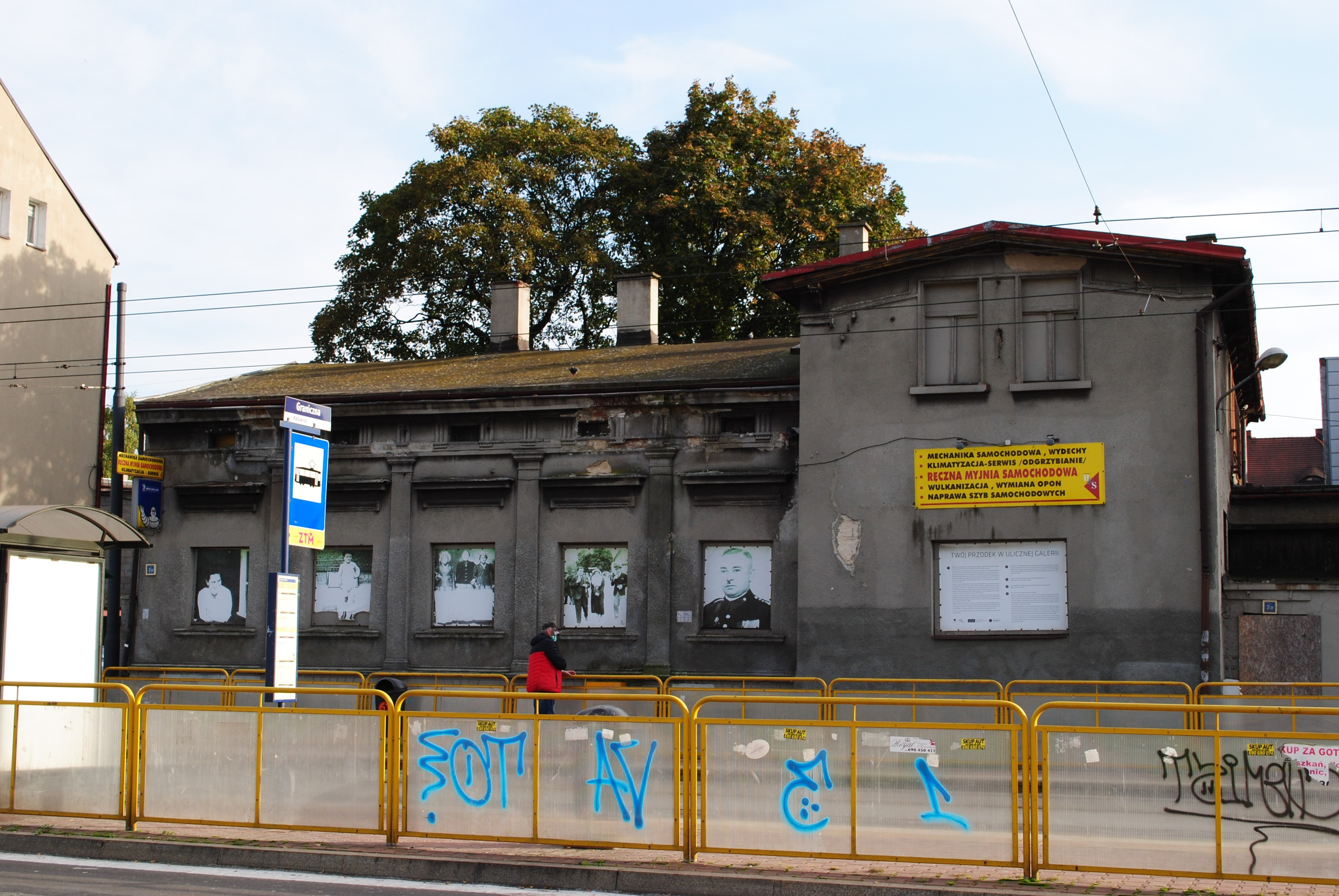
Willa przy ulicy 1 Maja 2a w Katowicach w październiku 2020 roku; w miejsce okien znajdowały się wówczas portrety, w tym podinsp. Piotra Urbańczyka; pierwszy od prawej

Piotr Urbańczyk (ur. 29 czerwca 1891 w Radzionkowie, zm. 16 kwietnia 1940 w Kalininie) – funkcjonariusz Policji Województwa Śląskiego, powstaniec śląski, ofiara zbrodni katyńskiej. Awansowany pośmiertnie na stopień podinspektora.

## Życiorys
Urodził się 29 czerwca 1891 roku w Radzionkowie. Po ukończeniu w 1905 roku tamtejszej szkoły ludowej rozpoczął naukę w Szkole Realnej Stopnia Licealnego w Bytomiu (późniejsze IV Liceum Ogólnokształcące im. Bolesława Chrobrego w Bytomiu) przy obecnym placu gen. W. Sikorskiego 1, którą ukończył w 1909 roku zdając maturę z wynikiem celującym, a jeszcze w czasie nauki wstąpił do Towarzystwa Gimnastycznego „Sokół” w Bytomiu. Przez swoją działalność w polskich organizacjach nie został przyjęty na Wydział Prawa Uniwersytetu Wrocławskiego, dlatego też podjął pracę jako górnik w kopalni „Radzionkau” (późniejszy „Radzionków”). W tym okresie działał w „Sokole” w powiecie tarnogórskim, a także został współzałożycielem gniazda w Radzionkowie.
11 października 1911 roku został powołany do zasadniczej służby wojskowej w Armii Cesarstwa Niemieckiego, gdzie służył w 38 Magdeburskim Pułku Piechoty. Skierowano go do Cesarskiej Szkoły Podoficerów Piechoty w Dallgow-Döberitz, którą ukończył z wyróżnieniem, otrzymując stopień młodszego podoficera – kaprala, a także uzyskał uprawnienia instruktora wyszkolenia strzeleckiego i wychowania fizycznego. 1 października 1912 roku ukończył służbę wojskową i wrócił na Górny Śląsk, podejmując ponownie pracę w kopalni „Radzionkau”. 
W czasie I wojny światowej został zmobilizowany do wojska niemieckiego 1 sierpnia 1914 roku, otrzymując przydział do 168 Pułku Piechoty, z którym walczył w Rosji oraz we Francji. W czasie walk na froncie wschodnim, 14 marca 1916 roku został ranny i odesłany na leczenie do Cesarskiego Rezerwowego Szpitala Wojskowego nr II we Frankfurcie nad Odrą. Po rekonwalescencji otrzymał skierowanie na front zachodni, gdzie został ponownie ranny 28 lutego 1918 roku. Został zdemobilizowany 27 listopada tego samego roku w stopniu starszego sierżanta i powrócił do Radzionkowa.
W 1919 roku współtworzył Naczelną Radę Ludową, a w latach 1919–1920 pełnił funkcję komendanta Polskiej Organizacji Wojskowej Górnego Śląska w powiecie tarnogórskim. Brał udział we wszystkich trzech powstaniach śląskich. W czasie I powstania śląskiego jako dowódca w Kozłowej Górze i Orzechu prowadził atak na posterunek policyjny oraz siedzibę Grenzschutzu w Orzechu. Podczas II powstania śląskiego dowodził w walkach o Nakło, a jego oddział zdobył tamtejszy pałac Donnersmarcków, który w tym czasie był przekształcony w niemieckie koszary. W latach 1921–1922 pełnił funkcję komendanta Policji Plebiscytowej w powiecie tarnogórskim. W momencie wybuchu III powstania śląskiego w nocy 2 na 3 maja 1921 roku rozbroił wraz z podwładnymi niemieckich funkcjonariuszy. Decyzją Naczelnej Komendy Wojsk Powstańczych 7 maja tego samego roku został przeniesiony do dalszego pełnienia służby w Dowództwie Żandarmerii Polowej Górnego Śląska w Szopienicach.
Od 1 czerwca 1921 do 25 czerwca 1922 roku służył w Policji Górnego Śląska, natomiast 26 czerwca 1922 roku został przyjęty do Policji Województwa Śląskiego w stopniu podkomisarza. W 1923 roku uczęszczał do Szkoły Policji Województwa Śląskiego w Świętochłowicach, a rok później ukończył przeszkolenie oficerskie w Głównej Szkole Policji Państwowej w Warszawie. Prowadził działania związane z tworzeniem podwalin szkolnictwa policyjnego w województwie śląskim – jako oficer szkoleniowy Szkoły Policji Województwa Śląskiego w Świętochłowicach był twórcą programów kilku dydaktycznych.
W latach międzywojennych pełnił szereg funkcji kierowniczych w strukturach Policji Województwa Śląskiego, m.in. komendanta I i II Komisariatu w Katowicach (1925–1928), zastępcy powiatowego komendanta w Katowicach (1928–1929 i po 1938) czy powiatowego komendanta w Lublińcu oraz w Świętochłowicach. 1 lipca 1928 roku został awansowany na komisarza, a 23 marca 1939 roku na nadkomisarza.
Od 1926 roku był działaczem powstałego w latach 1924–1925 Policyjnego Klubu Sportowego Katowice, a do 1929 roku jego prezesem. Z jednosekcyjnego stworzył wielosekcyjny, ogólnopolski klub. Jednocześnie studiował na Uniwersytecie Jagiellońskim; studia przerwał, ponieważ wybuchła II wojna światowa.
W przededniu wybuchu II wojny światowej, od 15 sierpnia 1939 roku koordynował działania Policji Województwa Śląskiego w rejonie Katowic celem rozpracowania i zatrzymywania agentów Abwehry oraz niemieckich dywersantów. W trakcie obrony Katowic, w nocy z 2 na 3 września 1939 roku dowodził akcją przeciwko niemieckiemu oddziałowi dywersyjnemu Freikorps Ebbinghaus, który ukrywał się w siedzibie Deutsche Banku przy późniejszej ulicy Warszawskiej. W akcji tej brał udział także m.in. st. post. Franciszek Szymkowiak. Pojmanych przewieziono do więzienia przy ulicy Mikołowskiej, po czym Urbańczyk nad ranem 3 września opuścił Katowice. Zgodnie z rozkazem ruszył na miejsce koncentracji sił policyjnych w Tarnopolu. Tam też został schwytany przez Armię Czerwoną 18 września tego samego roku.
Osadzono go w Obozie Specjalnym NKWD w Ostaszkowie. 16 kwietnia 1940 roku został przewieziony do siedziby Okręgowego Zarządu NKWD w Kalininie (późniejszy Twer), po czym zamordowano go w piwnicach siedziby NKWD w nocy z 16 na 17 kwietnia 1940 roku. Jego prochy spoczęły na Polskim Cmentarzu Wojennym w Miednoje. Został uznany za zmarłego przez Sąd Grodzki w Katowicach 21 stycznia 1949 roku – jako dzień śmierci podano 9 maja 1946 roku.
Pośmiertnie, w 2007 roku został awansowany na podinspektora.

## Życie prywatne
Pochodził z rodziny górnika Bartłomieja i Karoliny z domu Nalewajka. Był żonaty z Weroniką z domu Flak. Przed 1939 rokiem mieszkał w Katowicach przy ulicy Wierzbowej.
Jego wnuk, Jerzy Urbańczyk, został w 2023 roku odznaczony Gwiazdą Górnośląską.

## Ordery i odznaczenia
- Krzyż Niepodległości – 15 kwietnia 1932 „za pracę w dziele odzyskania niepodległości”[16]
- Krzyż Kawalerski Orderu Odrodzenia Polski[2]
- Krzyż Walecznych (1922)[8][2]
- Krzyż na Śląskiej Wstędze Waleczności i Zasługi I stopnia[2]
- Honorowy Krzyż Plebiscytowy[2]
- Krzyż Zasługi za Dzielność (2009; pośmiertnie)[17]
- Złoty Krzyż Zasługi[2]
- Srebrny Krzyż Zasługi (1926)[18]
- Krzyż Żelazny II klasy[8]

## Upamiętnienie
- Aula im. podinsp. Piotra Urbańczyka wraz z tablicą pamiątkową w Szkole Policji w Katowicach (ul. gen. Z. Waltera-Jankego 276)[3]
- Nazwisko na pomniku-grobie Policjanta Polskiego przy gmachu Komendy Wojewódzkiej Policji w Katowicach, po południowej stronie (ul. J. Lompy 19)[1][19]
- Nazwisko na tablicy pamiątkowej w kościele garnizonowym św. Kazimierza Królewicza w Katowicach, upamiętniająca jeńców stalinowskich obozów zgładzonych na terenie ZSRR wiosną 1940 roku[20]
- Nazwisko w kaplicy Katyńskiej w Warszawie (katedra polowa Wojska Polskiego w Warszawie)[7][21]
- Skwer Piotra Urbańczyka w Katowicach, na terenie dzielnicy Osiedle Tysiąclecia[22] wraz ze znajdującą się tam tablicą ufundowaną przez Instytut Pamięci Narodowej[23]
- Zdjęcie na budynku przy ulicy 1 Maja 2a w Katowicach, które było powieszone w ramach akcji „Twój przodek w ulicznej galerii” (2015)[24]